# 磁光陷阱

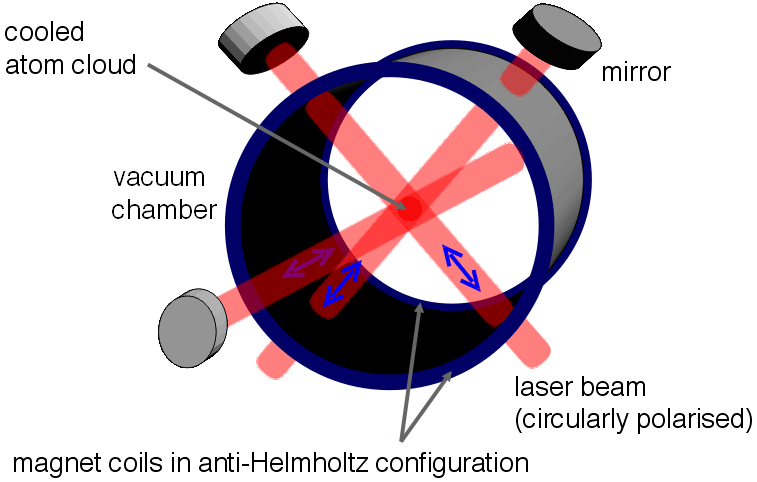
磁光陷阱的實驗架設，包含真空腔、圓偏振雷射光束、以及一對反亥姆霍茲線圈 (Anti-Helmholtz coil)。

在原子、分子和光學物理學中，磁光陷阱（英文: Magneto-optical trap, MOT）是一種利用雷射冷卻和空間變化磁場來創建陷阱，用以捕捉中性原子的裝置。 磁光陷阱能達到的的溫度取決於原子種類，最低可以低至幾微克耳文。然而，某些原子（例如鋰-7）的超精細結構無法被解析，所以磁光陷阱無法將其溫度降低至都卜勒冷卻極限。
磁光陷阱由四極子式分佈的弱磁場，以及六束圓偏振、紅失諧、且相互交叉的光學糖蜜光束所構成。當原子遠離陷阱中心的磁場零（兩線圈之間）時，其能階之間的躍遷頻率會因塞曼位移隨空間的改變，從而逐漸與六道光束的頻率達到共振，並產生散射力，將原子推回到陷阱的中心。這就是磁光陷阱捕獲原子的原理。另外，此一散射力來自於原子移動時，接收了迎面而來的光子所攜帶的反向動量。因此在經過吸收光子、再藉自發輻射釋放出光子的多次循環後，平均而言，原子會逐漸被減速(或者說被「冷卻」)。如此一來，磁光陷阱就能將秒速數百公尺的原子，冷卻至僅剩秒速數十公分 (同樣地，實際速度取決於原子種類)。
順帶一提，儘管彭寧離子阱或保羅離子阱可以藉由電場和磁場來捕獲帶電粒子，但這些陷阱對中性原子無效。

## 都卜勒冷卻
主條目：都卜勒冷卻
當光子被原子吸收時，根據動量守恆，光子會沿著行進方向輕推原子，將自身攜帶的動量轉移過去。藉由將雷射光束的頻率調低至原子的共振頻率以下(稱為「紅失諧」)，則可以讓原子只在往光源方向前進時，吸收因為藍移而頻率增高的光子，從而遭受阻力。
若要冷卻原子，減緩其在任何方向上的速度，就得讓原子在直角坐標系的三個軸向上都受到阻力。實現這件事最簡單的作法，是將三道互相垂直的雷射光束照向原子，再用鏡子將三道光沿著同方向反射回去。不論原子往哪個方向移動，都會遇到一道迎面而來的光阻礙它的行動。

## 磁捕捉
有了雷射冷卻所用到的紅失諧光束，再加上隨著空間變化的四極子式磁場，就可以進行「磁捕捉」。外加磁場會造成原子超精細結構中 mf 態的塞曼位移，改變能階之間的能量差距。而四極子式的空間分布，則讓塞曼位移隨著與陷阱中心的距離而增加。因此，當原子逐漸遠離陷阱中心，原子能階的共振頻率也會越來越靠近紅失諧光束的頻率，而更有機會吸收光子，並被光子往陷阱中心踢回。
原子會被光子「踢」往哪個方向，取決於光的偏振方向，因為左旋和右旋的偏振光會各自與不同的 mf 態相互作用。只要選定適當的偏振方向，就能確保只有移向陷阱中心的光子會被原子吸收，讓原子不斷地被推往陷阱中心。

## 應用
由於磁光阱中的原子團密度低，且移動速度緩慢，因此這些原子的平均自由徑相當長。這代表原子之間的碰撞次數較少，讓原子能夠維持在特定的量子態中更久，達到更長的「相干時間」，有助於進行量子資訊實驗。
磁光阱通常是產生玻色-愛因斯坦凝聚的第一步。原子首先在磁光阱中冷卻至反衝極限，再藉由蒸發冷卻降到更低溫，並凝聚而達到更高的相空間密度。
磁光阱可應用在許多量子技術上，例如冷原子重力梯度儀，而且可以部署在諸如無人機、地下鑽井...等環境之中。